# Хари Хей
Хенри „Хари“ Хей младши (7 април 1912 – 24 октомври 2002) е американски адвокат, преподавател, марксист и един от ранните лидери на американското движение за равноправие на ЛГБТ хората.
Хей е сред учредителите на няколко гей организации, включително Обществото Маташин – първата голяма и дълго просъществувала гей организация в САЩ. Той има основна роля в теоретизирането на ЛГБТ общността като културно малцинство.
В по-късните години от живота си интересът на Хей към духовността на индианците го води до учредяването на движението на Радикалните феи, борещо се за културната идентичност на ЛГБТ хората и срещу асимилацията от мнозинството. Това прави Хей и един от критиците на масовото движение за ЛГБТ-равноправие в последните години от живота му.